# Джейн Томпкинс
Джейн Томпкинс (на английски: Jane Tompkins) е професор по англицистика в Чикагския университет. Един от представителите на Новия историцизъм в литературознанието.

## Биография
Родена в Ню Йорк през 1940 г., Джейн Томпкинс завършва колежа Брин Мор, а след това и Йейлския университет, където докторира през 1966 г. Преподава в Университета Темпъл (1967 – 1983) и в Университета Дюк (1984 – 1998), а през 1999 г. се премества в Чикагския университет.
Името ѝ се свързва с изследванията на популярната литература.
Съпруга на литературния теоретик Стенли Фиш.

## Основни произведения

### Автор
- Sensational Designs: The Cultural Work of American Fiction, 1790 – 1860 (Сензационни идеи: Културната работа на американската художествена проза, 1790 – 1860). Oxford University Press, 1986.
- West of Everything: The Inner Life of Westerns (На запад от всичко: Вътрешният живот на уестърните). Oxford University Press, 1993.[1], [2]
- A Life in School: What the Teacher Learned (Животът ми в училище: Какво научава учителят). Perseus Books, 1996.
- Reading Through The Night (Четейки нощем). University of Virginia Press, 2018.

### Редактор
- Reader-Response Criticism: From Formalism to Post-Structuralism (Литературознание на читателския отклик: От Формализма до Постструктурализма). The Johns Hopkins University Press, 1980.